# Vertrag von Ried
Mit dem Vertrag von Ried vom 8. Oktober 1813 trat das Königreich Bayern aus dem Rheinbund aus und wechselte in das Lager der antinapoleonischen Alliierten. Der Vertrag wurde zum Vorbild für ähnliche Verträge mit anderen Rheinbundstaaten.

## Vorgeschichte

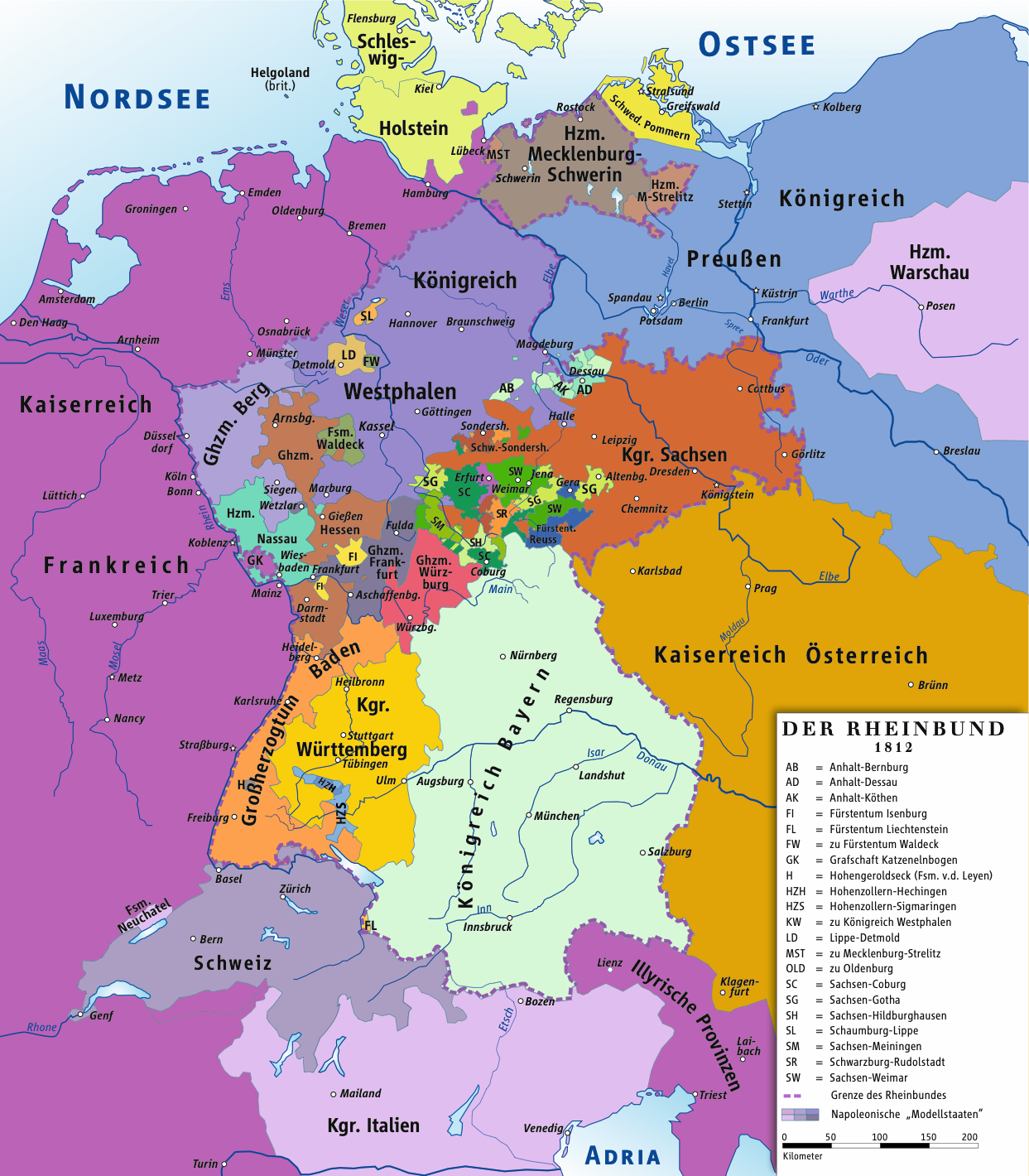
Der Rheinbund und das Königreich Bayern 1812

Bereits im März 1813 hatte Klemens Wenzel Lothar von Metternich versucht, Bayern zu einem Seitenwechsel zu bewegen. Die zeitweiligen militärischen Erfolge Napoleons im Frühjahrsfeldzug führten aber zu einer abwartenden Haltung bei König Maximilian I. Joseph. Für einen Seitenwechsel plädierten zunehmend General Carl Philipp von Wrede sowie der Kronprinz und spätere König Ludwig I., schließlich auch der Oberste Minister Maximilian von Montgelas. Zur Verringerung diverser Befürchtungen hatte auch die Tatsache beigetragen, dass Fürst Schwarzenberg namens des Kaisers von Österreich am 30. März den unveränderten souveränen und territorialen Fortbestand Bayern zusagte. Der Wandel in der bayerischen Politik führte dann zum Abschluss des Vertrages von Ried sowie geheimen Zusatzvereinbarungen. Für das Kaisertum Österreich unterzeichnete Heinrich XV. Reuß zu Greiz. Für Bayern unterschrieb Fürst Carl Philipp von Wrede. Der Name Vertrag von Ried bezieht sich auf Ried im Innkreis.

## Inhalt
Der Vertrag umfasste jeweils elf Artikel und Geheimartikel. Danach trat Bayern aus dem Rheinbund aus und sagte zu, sich mit einer Armee aus mindestens 36.000 Mann am Krieg gegen Napoleon zu beteiligen. Dafür garantierte Österreich, das früher etwa im Frieden von Schönbrunn erhebliche Gebiete abgetreten hatte, Bayern den Besitzstand und erkannte dessen volle Souveränität an. Für später zu verhandelnde Gebietsabtretungen wurden gleichwertige Entschädigungen zugesagt.

## Folgen
Nachdem Bayern vertragsgemäß am 14. Oktober 1813 Frankreich den Krieg erklärt hatte, traten die österreichischen Alliierten Preußen und Russland dem Vertrag von Ried bei. Später wurden ähnliche Verträge mit anderen Rheinbundstaaten geschlossen.